# Supercopa andorrana 2010
La Supercopa andorrana 2010 è stata l'ottava edizione della supercopa andorrana di calcio.
Come nelle due stagioni precedenti la partita fu disputata dal FC Santa Coloma, vincitore del campionato, e dal UE Sant Julià, vincitore della coppa.
L'incontro si giocò l'11 settembre 2010 allo Estadi Comunal d'Aixovall e vinse il UE Sant Julià, al suo terzo titolo e secondo consecutivo ai i tempi supplementari.

## Tabellino
| Aixovall 11 settembre 2010                                                                                                  | FC Santa Coloma | 2 – 3 (d.t.s.)                              | UE Sant Julià | Estadi Comunal d'Aixovall |
| \| \| \| \| \| Chancha Urbani 52’ Manolo Jimenez 117’ (rig.) \| Marcatori \| 80’ (rig.) Salvat 106’ Pinto 120’ Gonçalves \| |                 |                                             |               |                           |
| |                 |                                             |               |                           |
| Chancha Urbani 52’ Manolo Jimenez 117’ (rig.)                                                                               | Marcatori       | 80’ (rig.) Salvat 106’ Pinto 120’ Gonçalves |               |                           |